# Wełykyj Łoh
Wełykyj Łoh (ukr. Великий Лог, ros. Вели́кий Лог, Большой Лог) – osiedle typu miejskiego na Ukrainie, w rejonie krasnodońskim, obwodzie ługańskim.

## Historia
Wełykyj Łoh założono w 1762 roku, od 1938 roku osiedle typu miejskiego.
W 1989 liczyło 757 mieszkańców.
W 2013 liczyło 629 mieszkańców.
Od 2014 roku jest pod kontrolą Ługańskiej Republiki Ludowej.